# وضوح ۵کی

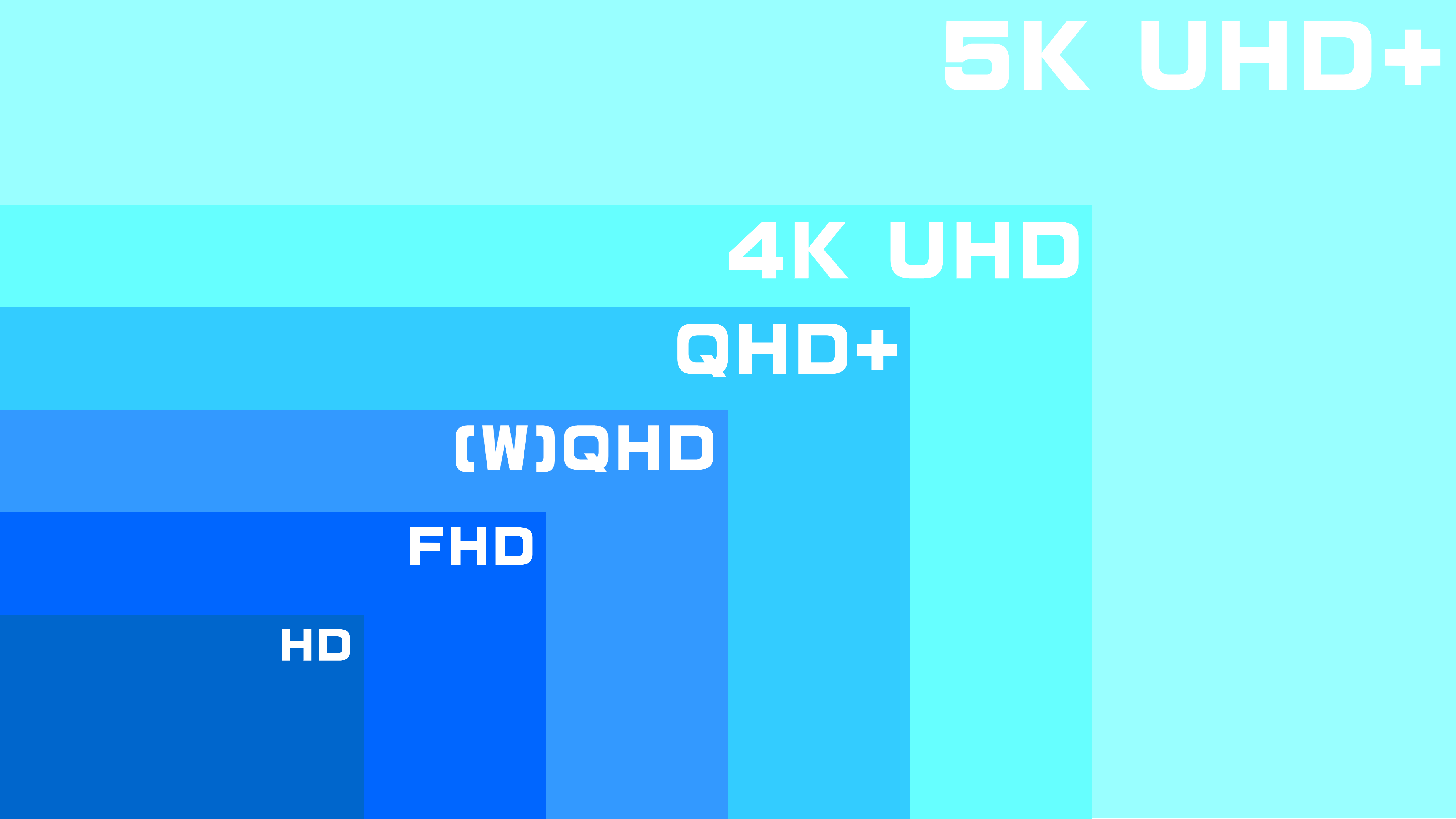
مقایسه وضوح HD, FHD, (W)QHD, QHD+, 4K UHD و +5K UHD

وضوح ۵کی (به انگلیسی: 5K resolution) به اندازهٔ وضوح تصویر یا نمایشگر با تقریباً «۵۰۰۰» پیکسل افقی گفته می‌شود. وضوح ۵کی (5K UHD) معمولاً و به صورت استاندارد با وضوح «۲۸۸۰×۵۱۲۰» برای نسبت تصویر ۹: ۱۶ درنظر گرفته می‌شود. پیکسل‌های آن از هر بعد وضوح ۱۴۴۰p (Quad HD یا WQHD) دو برابر می‌کنند، و در مجموع ۴ برابر وضوح ۱۴۴۰p را افزایش می‌دهد. وضوح ۵کی برابر با "۱۴٫۷" مگاپیکسل (۱۴٬۷۴۵٬۶۰۰ پیکسل) است، که تراکم پیکسلی ۱٫۷ برابری نسبت به وضوح ۴کی (4K UHD), ۷٫۱ برابری نسبت وضوح فول اچ‌دی (۱۰۸۰p) و ۱۶ برابری نسبت به وضوح اچ‌دی (۷۲۰p) دارد. این وضوح بیشتر در نمایشگرهای رایانه برای دستیابی به تراکم پیکسلی بالاتر استفاده می‌شود و در تلویزیون دیجیتال و فیلمبرداری دیجیتال که دارای وضوح تصویر ۴کی و ۸کی (8K UHD) هستند، فرمت استانداردی شمرده نمی‌شود.
از سال ۲۰۱۶ در تمامی رسانه‌های دنیا از وضوح ۱۰۸۰p به عنوان استاندارد معمول وضوح HD استفاده می‌شود. با این‌همه، افزایش سریع وضوح محتوا در سطح جهان، رسانه‌ها را به بالا بردن وضوح محتوای خود، و استفاده از وضوح ۴کی ویا ۵کی، وادار می‌کند. در سال ۲۰۱۴ سرویس‌های استریم آنلاین، مانند نتفلیکس (Netflix) و آمازون پرایم ویدئو (Amazon Prime Video)، پخش ویدئو با وضوح ۴کی را آغاز نمودند، و به شکل مستمر آرشیو خود با محتوای ۴کی را افزایش می‌دهند. شایان ذکر است که هرچه پشتیبانی از وضوح ۴کی افزایش می‌یابد، نمایشگرهای ۵کی نیز برای ویرایش محتوا مفیدتر واقع می‌شوند، و این امر ممکن است موجب تقاضای بیشتر برای این وضوح در آینده نزدیک شود.

## موارد استفاده

مقایسه وضوح‌های رایج تصویر نمایشگر با ۵کی

ضوح ۵کی، در قیاس با وضوح ۴کی افزایش ۳۳٫۳٪ وضوح در نسبت تصویر ۹: ۱۶ را ارائه می‌دهد، و همچنین "۱۲۸۰" پیکسل به طول و "۷۲۰" پیکسل به عرض تصویر ۴کی می‌افزاید. این ناحیه اضافه شده در تصویر نمایشگر، دقیقاً مشابه ابعاد وضوح ۷۲۰p می‌باشد، و به محتوای ۴کی اجازه می‌دهد تا بدون پرکردن تمامی نقاط صفحهٔ مانیتور، به صورت کامل نمایش داده شود؛ و بدین شکل، کاربران نرم‌افزارهایی که دارای نوار ابزار ویا نوار پیمایش هستند، می‌توانند بدون نیاز به تغییر مقیاس اصلی تصویر، بدون مشکل از این ابزار استفاده کنند.

## تاریخچه

#### اولین دوربین با توانایی تصویربرداری با وضوح ۵کی
در ۱۴ اوریل سال ۲۰۰۸، شرکت "Red Digital Cinema" از یک دوربین با قابلیت فیلمبرداری با وضوح ۵کی رونمایی کرد. این دوربین با نام "Red Epic" از حسگر "Mysterium X" استفاده می‌نمود که دارای رزولوشن «۲۷۰۰×۵۱۲۰» پیکسل بود و می‌توانست با نرخ تازه‌سازی (Refresh rate) «۱۰۰ هرتز» (Hz) در ثانیه فیلمبرداری کند. دوربین‌هایی که توانایی فیلمبرداری با وضوح «۵کی» را دارند، گاهی اوقات برای ثبت محتوا در حوضهٔ فیلمبرداری دیجیتال نیز استفاده می‌شوند.
برخی از دوربین‌های عکاسی مانند دوربین‌های DSLR، می‌توانند در هنگام ثبت تصاویر ثابت، حتی فراتر از وضوح «۵کی» بروند، ولی این مسئله دربارهٔ فیلمبرداری صادق نمی‌باشد. برای مثال دوربین کانن "EOS 5D Mark IV" که در آگوست سال ۲۰۱۶ معرفی شد و دارای وضوح حداکثر «۴۴۸۰×۶۷۲۰» پیکسل (حدود۳۰ مگاپیکسل در نسبت تصویر ۳: ۲) بود، و برای ثبت تصاویر ثابت با وضوح بالا کاربرد داشت؛ تنها می‌توانست با حداکثر وضوح «۲۱۶۰×۴۰۹۶» پیکسل و نرخ تازه‌سازی "۳۰" فریم در ثانیه فیلمبرداری کند.

#### اولین تلویزیون با وضوح ۵کی

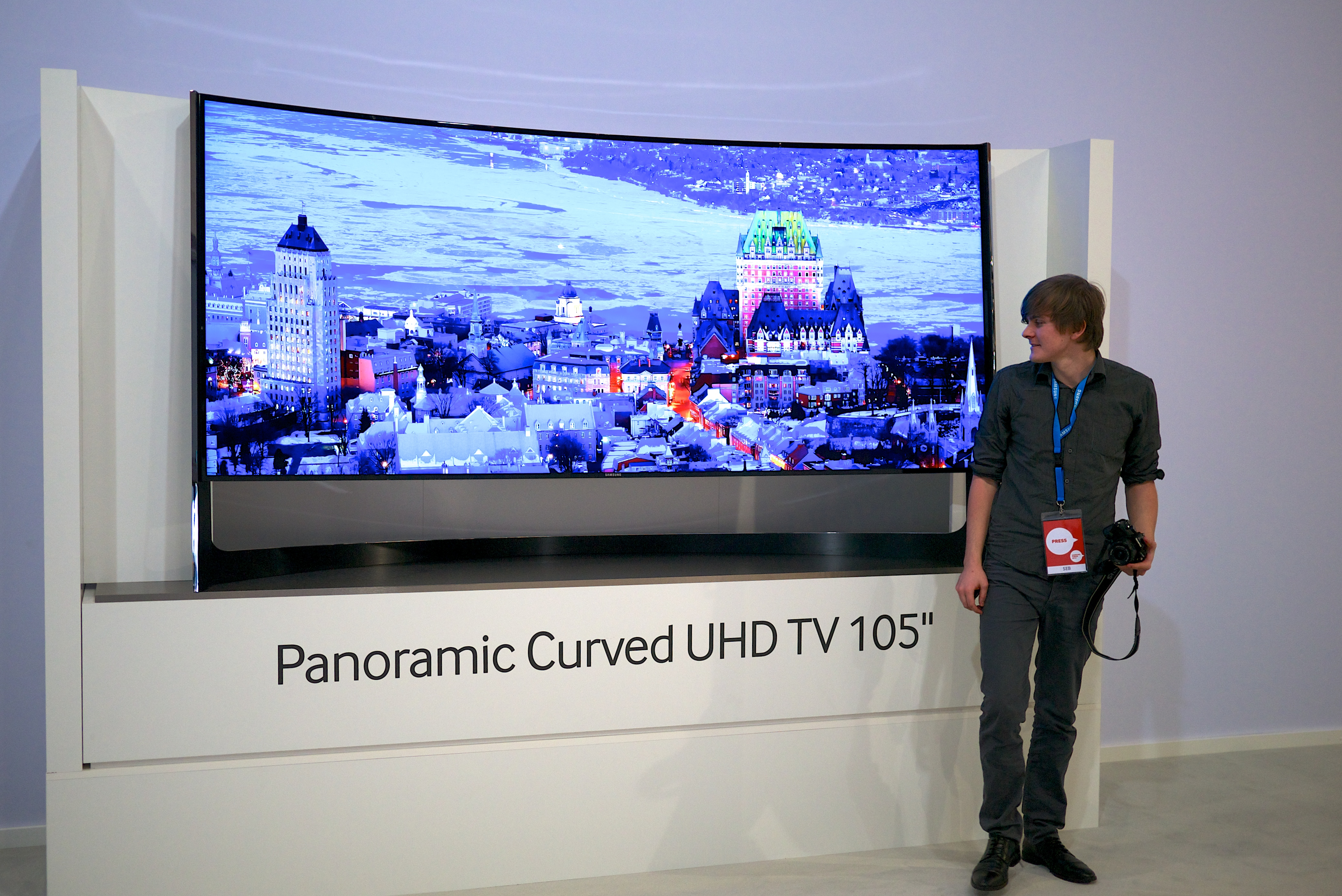
"UN105S9W" تلویزیون Ultra HD سامسونگ با اندازهٔ «۱۰۵» اینچ در نمایشگاه بین‌المللی CES

در سال ۲۰۱۴، سامسونگ برای اولین بار از تلویزیون OLED خمیدهٔ «۱۰۵ اینچی» خود با نام تجاری"UN105S9W"، در نمایشگاه CES رونمایی کرد. در حالی که سامسونگ"UN105S9W" را یک تلویزیون ۴کی می‌شمارد، با این وجود وضوح اصلی آن «۲۱۶۰×۵۱۲۰» (با نسبت تصویر۲۷: ۶۴ یا ≈۹: ۲۱) می‌باشد و به دلیل دارا بودن تقریباً «۵۰۰۰» پیکسل افقی آن را به عنوان یک نمایشگر «۵کی» طبقه‌بندی می‌کنند.

#### نخستین خط تولید تجاری نمایشگرهای ۵کی فوق عریض برای بازار سازمانی
در سال ۲۰۲۰، شرکت ژوپیتر سیستمز (Jupiter Systems) مستقر در کالیفرنیا، نخستین خط کامل نمایشگرهای ال‌سی‌دی فوق عریض با وضوح ۵کی و نسبت تصویر ۲۱:۹ را با نام «Pana» (Pana) برای بازار سازمانی عرضه کرد. توسعهٔ مهندسی این سری از سال ۲۰۱۸ آغاز شده بود. این مجموعه شامل مدل‌های لمسی و غیرلمسی با ابعاد ۱۰۵ و ۸۱ اینچ، و همچنین یک مدل رومیزی ۳۴ اینچی بود.
در سال ۲۰۲۱، ژوپیتر عرضهٔ محصولات اختصاصی خود با نسبت تصویر ۲۱:۹ را ادامه داد و یک خط تولید نمایشگرهای MicroLED با پیکسل‌پراکنی بسیار ظریف (ultra fine pitch direct view) راه‌اندازی کرد که شامل مدل‌هایی با اندازهٔ ۱۶۵ اینچ و فاصلهٔ پیکسلی ۰٫۷ میلی‌متر تا ۲۸۱ اینچ با ۱٫۲ میلی‌متر بود؛ همگی در پیکربندی ۵کی با نسبت تصویر ۲۱:۹ تولید شدند.

#### اولین مانیتور با وضوح ۵کی

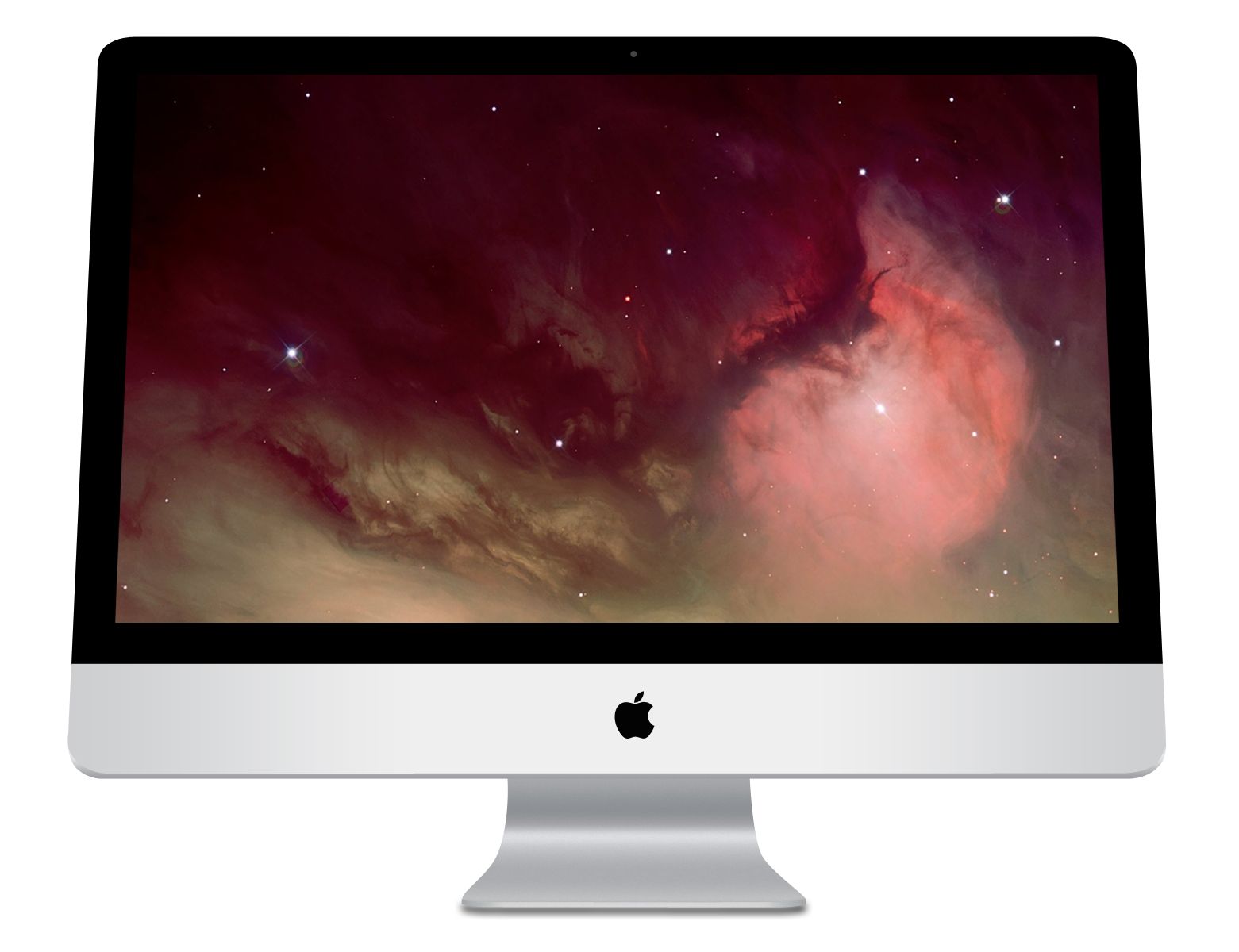
آی‌مک اپل با نمایشگر رتینا با وضوح ۵کی و اندازهٔ "۲۷" اینچ

در ۵ سپتامبر سال ۲۰۱۴، شرکت دل از اولین مانیتور خود با وضوح ۵کی، با نام تجاری "UltraSharp UP2715K" رونمایی کرد. این مانیتور دارای صفحه نمایشی با اندازهٔ "۲۷" اینچ و وضوح تصویر «۲۸۸۰×۵۱۲۰» بود، و تراکم پیکسلی حدوداً "۲۱۸" پیکسل بر اینچ (px/in) را داشت. این مانیتور تنها قابلیت پشتیبانی از دیسپلی‌پورت (DisplayPort) نسخه ۱٫۲ داشت، که آن را به وضوح «۲۸۸۰×۵۱۲۰» و نرخ تازه‌سازی "۳۰"فریم درثانیه محدود می‌کرد. دل برای حل این مشکل، سیستمی را برای "UP2715K" پیاده‌سازی کرد که بوسیلهٔ آن می‌توانست پهنای باند را با استفاده از دو رابط دیسپلی‌پورت، دوبرابر کند و به نرخ تازه‌سازی "۶۰" هرتز (HZ) دست یابد. شیوهٔ کار این سیستم به گونهٔ تصویر بر تصویر (side-by-side) بود. در این روش تصویر اصلی با اندازهٔ «۲۸۸۰×۵۱۲۰» به صورت دو تصویر جدا ازهم قسمت شده و صفحهٔ مانیتور به دو بخش با ابعاد «۲۸۸۰×۲۵۶۰» تقسیم می‌شود؛ و اطلاعات هر بخش از یک رابط دیسپلی‌پورت به‌طور جداگانه به مانیتور انتقال می‌یابد، و پس از ترکیب و منطبق شدن تصاویر با یکدیگر، تصویری یکپارچه به دست می‌آید.